# طواف فلاندرز 2010
طواف فلاندرز 2010 هو سباق دراجات هوائية أقيم بتاريخ 4 أبريل 2010، تكون السباق من مرحلة واحدة وامتدّ لمسافة 262.3 كم بسرعة 40.779 كم/س، استغرق السباق 6 ساعة 25 دقيقة 56 ثانية. فاز به السويسري فابيان كانسيليرا وحلّ ثانيا البلجيكي توم بونن بينما حصل على المركز الثالث البلجيكي فيليب جيلبير.

## الترتيب
| م                     | الدرّاج           | البلد  | الزمن                    |
| --------------------- | ---------------- | ------ | ------------------------ |
| الفائز بالترتيب العام | فابيان كانسيليرا | سويسرا | 6 ساعة 25 دقيقة 56 ثانية |
| الثاني                | توم بونن         | بلجيكا |                          |
| الثالث                | فيليب جيلبير     | بلجيكا |                          |